# Igeltjärnen (Ockelbo socken, Gästrikland, 675494-155634)
Igeltjärnen är en sjö i Ockelbo kommun i Gästrikland och ingår i Hamrångeåns huvudavrinningsområde.